# Phil Palmer
Philip John Palmer, detto Phil (Londra, 9 settembre 1952), è un chitarrista jazz e rock britannico, tra i più noti turnisti internazionali.

## Biografia
Nipote di Ray e Dave Davies dei Kinks, inizia a suonare l'ukulele all'età di 5 anni.
Nel 1975 prende parte al suo primo tour mondiale nel gruppo che accompagna David Essex. Dal 1980 inizia a collaborare con alcuni tra i più grandi artisti internazionali, tra cui Frank Zappa, Dire Straits, Pete Townshend, Gary Barlow, Joan Armatrading, Eric Clapton, Roger Daltrey, Amii Stewart, Andrew Ridgeley, Lisa Stansfield, Howard Jones, Ronan Keating, Duncan James, Skin, Geri Halliwell, Tina Turner, Wishbone Ash, Pet Shop Boys, Tears for Fears, George Michael, Bryan Adams, Robbie Williams, Melanie C.
In seguito si trasferisce a Nizza e inizia a collaborare con alcuni grandi interpreti italiani, come Lucio Battisti (suo è il noto assolo in Con il nastro rosa), Marcella Bella, Ivano Fossati, Renato Zero, Loredana Bertè, Riccardo Cocciante, Francesco De Gregori, Claudio Baglioni, e, negli anni novanta e duemila, anche con Fabio Concato, Gianni Morandi, Patty Pravo, Massimo Di Cataldo, Ivana Spagna, Luca Carboni, Anna Oxa, Roberto Vecchioni, Ron, Edoardo Bennato, Eros Ramazzotti, Paola & Chiara, Max Pezzali, Paolo Meneguzzi, Gerardina Trovato, Audio2.
Nel 1987 collabora alla colonna sonora del film di Stanley Kubrick, Full Metal Jacket.
Nel 1991 partecipa alla registrazione dell'album On Every Street dei Dire Straits, con i quali parte nel tour mondiale durato poco più di un anno, dal 23 agosto 1991 al 9 ottobre 1992. Collabora inoltre ad altre produzioni con il chitarrista scozzese Mark Knopfler.
Nel 1993, forma il gruppo Spin 1ne 2wo, con Paul Carrack (ex del gruppo Mike + The Mechanics; voce e tastiere), Steve Ferrone (batteria), Rupert Hine (tastiere) e Tony Levin (basso), con cui pubblica un album di cover di brani di Jimi Hendrix, The Who, Led Zeppelin, Blind Faith, Steely Dan e Bob Dylan.
Nel 1997 firma, insieme a Marco Forni, la colonna sonora del film Tre uomini e una gamba, di Aldo, Giovanni e Giacomo.
Nel 2004 è stato direttore musicale dell'evento Strat Pack organizzato per il 50º anniversario della celebre chitarra Fender Stratocaster, che si tenne alla Wembley Arena di Londra, suonando anche nel gruppo di accompagnamento ad artisti come David Gilmour, Joe Walsh, Jamie Cullum, Mike Rutherford, Gary Moore, Phil Manzanera, Paul Rodgers e Brian May.
Nel 2013 collabora con Pino Daniele alla realizzazione del brano Non si torna indietro.
Da settembre 2015 ritornerà al fianco di Eros Ramazzotti nel world tour 2015-2016. Nel 2015 prende parte al progetto Promised Land insieme alla cantante italiana Numa.

## Vita privata
Phil Palmer è sposato dal 2012 con la cantante, autrice, produttrice e direttrice artistica  italiana Numa Palmer, con la quale collabora a partire dal 2006.

## Discografia italiana
Claudio Baglioni
- 1981 - Strada facendo
- 1985 - La vita è adesso
- 1990 - Oltre

Lucio Battisti
- 1980 - Una giornata uggiosa

Loredana Bertè
- 1983 - Jazz
- 1984 - Savoir faire

Ivano Fossati
- 1983 - Le città di frontiera
- 1984 - Ventilazione

Riccardo Cocciante
- 1987 - La grande avventura

Marcella Bella
- 1988 - '88

Renato Zero
- 1989 - Voyeur
- 1993 - Quando non sei più di nessuno
- 1994 - L'imperfetto
- 1995 - Sulle tracce dell'imperfetto
- 1998 - Amore dopo amore
- 2000 - Tutti gli Zeri del mondo
- 2003 - Cattura
- 2005 - Il dono
- 2009 - Presente
- 2013 - Amo - Capitolo I
- 2013 - Amo - Capitolo II
- 2019 - Zero il folle
- 2020 - Zerosettanta

Francesco De Gregori
- 1992 - Canzoni d'amore

Eros Ramazzotti
- 1993 - Tutte storie

Mario Lavezzi
- 1993 - Voci 2

 Massimo Di Cataldo
- 1995 - Siamo nati liberi
- 1996 - Anime
- 1997 - Crescendo
- 2002 - Veramente

Fabio Concato
- 1996 - Blu

Ivana Spagna
- 1996 - Lupi solitari
- 1997 - Indivisibili
- 2000 - Domani

Paola & Chiara
- 1997 - Ci chiamano bambine

Patty Pravo
- 1998 - Notti, guai e libertà
- 2002 - Radio Station
- 2004 - Nic - Unic

Anna Oxa
- 1999 - Senza pietà

Roberto Vecchioni
- 1999 - Sogna ragazzo sogna

Gianni Morandi
- 2000 - Come fa bene l'amore
- 2004 - A chi si ama veramente

Paolo Meneguzzi
- 2001 - Un sogno nelle mani

Alessandro Safina
- 2003 - Musica di te

Altri cantanti
- 1995 - Sul confine di Cristiano De André
- 2005 - Ma quando dici amore di Ron
- 2009 - MogolAudio2 di Audio 2
- 2011 - Terraferma di Max Pezzali
- 2011 - Facciamo finta che sia vero di Adriano Celentano
- 2013 - Non si torna indietro di Pino Daniele